# Belloy-en-France
Belloy-en-France este o comună franceză, situată în departamentul Val-d'Oise, în regiunea Île-de-France.

## Geografie

### Comune limitrofe
|                        | Viarmes             | Luzarches           |
| Saint-Martin-du-Tertre |                     | Épinay-Champlâtreux |
| Villiers-le-Sec        | Villaines-sous-Bois |                     |

### Geologie
Solul din Belloy conține ghips și marnă.

### Climă
În 2010, clima comunei este de tipul climatului oceanic degradat al câmpiilor din Centru și Nord, conform unui studiu al Centrului Național de Cercetare Științifică (CNRS) pe baza unui set de date care acoperă perioada 1971-2000 bazat pe o serie de date din perioada 1971-2000. În 2020, Météo-France a publicat o tipologie a climatului pentru Franța metropolitană, în care comuna este expusă unui climat oceanic și se află în regiunea climatică Sud-vest a bazinului Parisian, caracterizată printr-o ploaie redusă, în special primăvara (120-150 mm) și un iarnă rece (3,5 °C).
Pentru perioada 1971-2000, temperatura anuală medie este de 10,6 °C, cu o amplitudine termică anuală de 14,7 °C. Cumulul anual mediu de precipitații este de 708 mm, cu 11,2 zile de precipitații în ianuarie și 8,2 zile în iulie. Pentru perioada 1991-2020, temperatura medie anuală observată la stația meteorologică Météo-France cea mai apropiată, situată în comuna Bonneuil-en-France la 14 km distanță, este de 12,1 °C, iar cumulul anual mediu de precipitații este de 616,3 mm.
Parametrii climatici ai comunei au fost estimați pentru mijlocul secolului (2041-2070) conform diferitelor scenarii de emisie de gaze cu efect de seră, bazate pe noile proiecții climatice de referință DRIAS-2020. Aceștia pot fi consultați pe un site dedicat publicat de Météo-France în noiembrie 2022.

## Urbanism

### Tipologie
La 1 ianuarie 2024, Belloy-en-France este clasificată ca târg rural, conform noii grile comunale de densitate cu șapte niveluri definită de INSEE (Institutul Național de Statistică și Studii Economice) în 2022. Aparține unității urbane Belloy-en-France, o aglomerație intra-departamentală care reunește două comune, dintre care este oraș-centru. În plus, comuna face parte din aria metropolitană a Parisului, fiind una dintre comunele de la periferie, această zonă reunind 1.929 de comune.

## Toponimie
Bedolitum în 832, Beloyum în 1343, Belletum in Francia, Ballolium, Balay, Baalay în 1223, Belloy en Parisis, Belloy-en-France din 1949.
Numele de Belloy-en-France provine din latinescul bidolidum, compus din betula, mesteacăn, și sufixul etum, ansamblu de vegetație.

## Istorie
Satul este menționat pentru prima dată în 775, în timpul domniei lui Carol cel Mare, într-un document de donație semnată la Luzarches. Satul aparține foarte devreme abației Saint-Denis.
Între secolul al IX-lea și sfârșitul domniei lui Filip August, nu se știe nimic despre ceilalți proprietari ai teritoriului. Între 1160 și 1325, Belloy este integrat în domeniul familiei Montmorency.
Reorganizarea funciară din secolul al XIV-lea favorizează vocația cerealieră a satului, al cărui pământ este aproape în întregime arabil.
La mijlocul secolului al XIII-lea apare pentru prima dată denumirea de „chevalier” (cavaler) de Belloy, primul senior al unei lungi linii care a deținut pământul până la sfârșitul secolului al XVII-lea. Hercule de Belloy a vândut apoi pământul canonicilor din Paris pe 12 iunie 1694.
Înainte de Revoluție, parohia depindea de circumscripția electorală și de dioceza Parisului și era atașată decanatului Montmorency.
Producția de pasmanterie s-a implantat aici în timpul Restaurației (sau chiar mai devreme).
Belloy a avut două castele. Un castel feudal distrus în timpul războaielor religioase. Era situat în Marsouiller, lângă biserică. Un altul, distrus sub Imperiu, se afla pe strada Carreaux. În urma construirii de pavilioane, ultimele vestigii au fost distruse.
Construirea căii ferate Montsoult-Luzarches și a unei gări situate între Belloy și Saint-Martin-du-Tertre în 1880 a dus la dezvoltarea satului, urmată aproximativ un secol mai târziu, în 1974, de construirea aeroportului Roissy-Charles-de-Gaulle, care a provocat o expansiune demografică importantă (dublarea populației) prin construirea unui cartier de case individuale la periferia satului.
Satul s-a numit inițial Belloy, dar a fost redenumit Belloy-en-France în 1949. Belloy făcea parte din Seine-et-Oise.

## Populația și societatea

### Date demografice
Evoluția numărului de locuitori este cunoscută prin recensămintele populației efectuate în comună începând din 1793. Pentru comunele cu mai puțin de 10 000 de locuitori, un recensământ al întregii populații este realizat la fiecare cinci ani, populațiile legale pentru anii intermediari fiind estimate prin interpolare sau extrapolare.
În 2022, comuna număra 2 239 locuitori, în creștere cu +2,85 % față de 2016 (Val-d'Oise: +4 %, Franța fără Mayotte: +2,11 %).
| An        | 1793 | 1821 | 1841 | 1856 | 1876 | 1886 | 1901 | 1921 | 1936 | 1962  | 1982  | 2006  | 2014  | 2022  |
| --------- | ---- | ---- | ---- | ---- | ---- | ---- | ---- | ---- | ---- | ----- | ----- | ----- | ----- | ----- |
| Populație | 800  | 687  | 751  | 722  | 900  | 842  | 711  | 754  | 813  | 1 041 | 1 645 | 1 784 | 2 162 | 2 239 |

## Cultură locală și patrimoniu

### Locuri și monumente
- Biserica Saint-Georges (clasificată monument istoric prin lista din 1846[26]): a fost construită în secolul al XIII-lea pe locul unui sanctuar primitiv, foarte devreme loc de pelerinaj.

Fațada este în stil renascentist; portalul, atribuit uneori lui Jean Bullant, este compus dintr-un timpan sprijinit pe coloane canelate cu capiteluri corintice, totul încadrat de o antablatură antică foarte decorată, surmontată la extremități de două lanternoane. Salamandra și inițiala regelui Francisc I figurează pe écoinçons (unghiurile dintre arc și cadrul dreptunghiular). Baza clopotniței și capela Fecioarei constituie cele mai vechi părți ale edificiului. Corul este boltit în ogive în stea, bolți consolidate de nervuri terțiare și lierne în navă și navele laterale. Cristelnița din piatră decorat cu basoreliefuri reprezentând motive vegetale datează din 1524.
Edificiul posedă o lespede funerară cu dublă efigie a lui Guillaume de Belloy, un amvon și tâmplărie din secolul al XVIII-lea și, în față, un banc de lucru din secolul al XVII-lea surmontată de un fronton.
- Coșul fabricii de distilare și fosta fermă a abației Saint-Denis, strada Croix[27].